# Diadie Samassékou
Diadie Samassékou (* 11. Januar 1996 in Bamako) ist ein malischer Fußballspieler, welcher zuletzt bei der TSG 1899 Hoffenheim unter Vertrag stand. Der defensive Mittelfeldspieler ist außerdem seit 2014 Nationalspieler von Mali.

## Karriere

### Verein

#### Karrierebeginn in Mali (2007–2015)
Im Alter von 11 Jahren wurde der bisherige Straßenfußballer Samassékou von der Fußballakademie JMG Akademie Bamako entdeckt und aufgenommen. Dort durchlief er die unterschiedlichen Altersklassen und wechselte 2013 zur AS Real Bamako. Bei seinem neuen Verein spielte er regelmäßig in der malischen Première Division und nahm 2014 auch an der CAF Champions League teil.

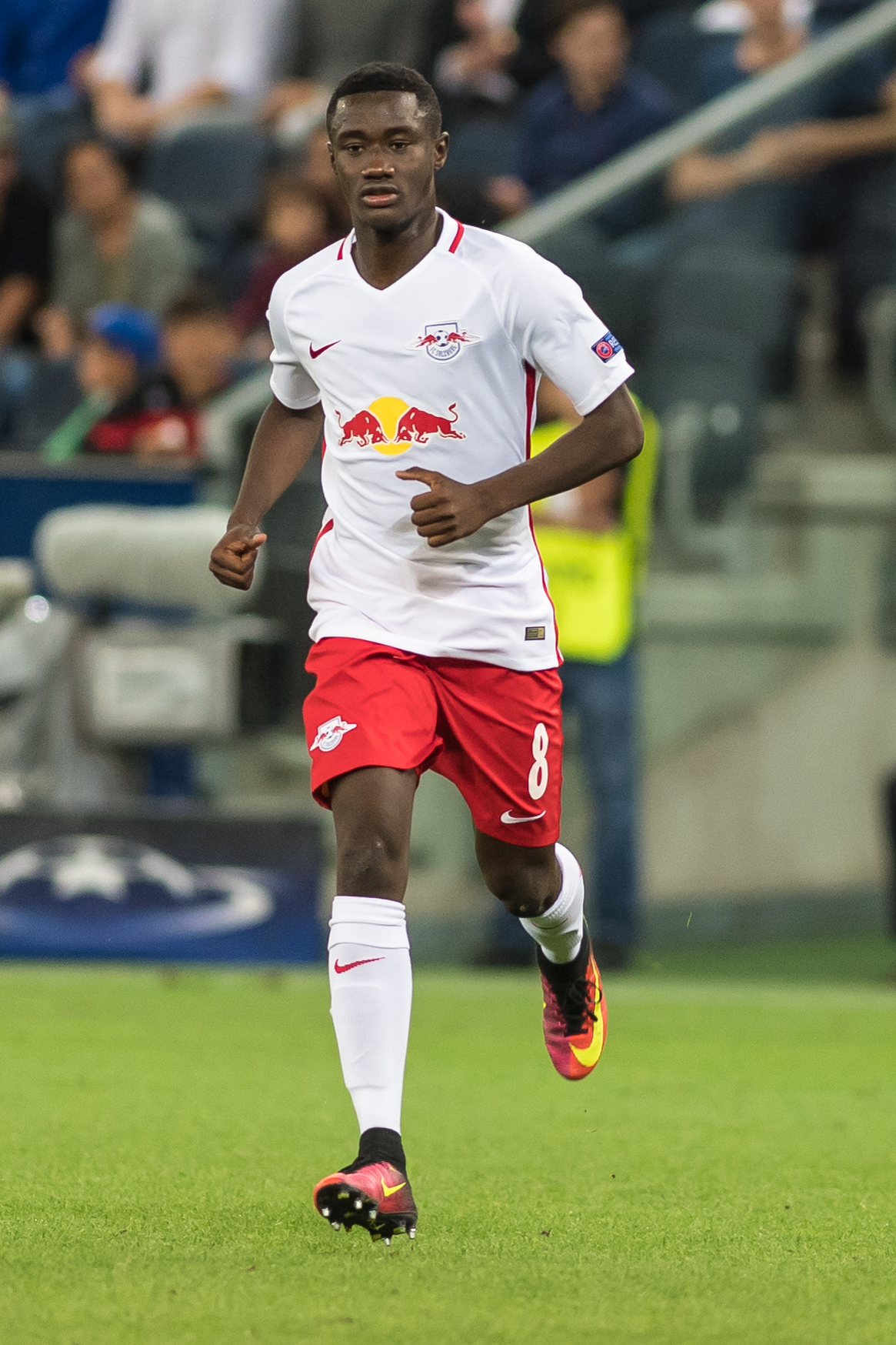
Samassékou im Trikot vom FC Red Bull Salzburg (2016)

#### Durchbruch in Österreich (2015–2019)
FC Liefering
Im August 2015 wechselte er nach Österreich zum FC Red Bull Salzburg, bei der er einen bis Mai 2019 laufenden Vertrag erhielt. Zunächst sollte er jedoch für das zweitklassige Farmteam FC Liefering zum Einsatz kommen. Sein Debüt in der zweiten Liga gab er im September 2015, als er am achten Spieltag der Saison 2015/16 gegen den Floridsdorfer AC in der 80. Minute für Xaver Schlager eingewechselt wurde. Bis Saisonende kam er zu 25 Einsätzen für Liefering.
FC Red Bull Salzburg
Zur Saison 2016/17 wurde er in den Kader des FC Red Bull Salzburg hochgezogen. Sein Debüt für die „Bullen“ gab er im Juli 2016 im Hinspiel der zweiten Runde der Champions-League-Qualifikation 2016/17 gegen den FK Liepāja. Sein erstes Spiel in der Bundesliga absolvierte er im selben Monat gegen den Wolfsberger AC. In seiner ersten Saison für Red Bull Salzburg kam er zu 27 Bundesligaeinsätzen und konnte mit den Salzburgern das Double aus Meisterschaft und Pokal gewinnen. In der Saison 2017/18 kam er zu 29 Einsätzen und wurde wieder Meister. Außerdem erreichte er mit Salzburg das Halbfinale der Europa League, in welchem man erst in der Verlängerung gegen Olympique Marseille ausschied.
Im November 2018 erzielte der Mittelfeldspieler bei einem 4:0-Sieg gegen den TSV Hartberg sein erstes Tor in der Bundesliga. Bis zum Ende der Saison 2018/19 absolvierte er 26 Spiele in der Bundesliga und erzielte dabei ein Tor. In dieser Spielzeit holte er mit Red Bull Salzburg wieder das Double.

#### Durchwachsene Zeit in Deutschland (2019–2025)
TSG 1899 Hoffenheim
Im August 2019 wechselte der Malier in die deutsche Bundesliga zur TSG 1899 Hoffenheim, bei der er einen bis Juni 2024 laufenden Vertrag unterzeichnete. Hoffenheim zahlte laut Medienberichten eine Ablösesumme von 14 Millionen Euro, wodurch Samassékou der teuerste Transfer in der bisherigen Vereinsgeschichte wurde. Erstmals für seinen neuen Verein spielte er am 18. August 2019 beim Ligaspiel gegen Eintracht Frankfurt, in welchem er in der 64. Spielminute für Lukas Rupp eingewechselt wurde. Samassékou absolvierte in seinem ersten Jahr in Deutschland trotz eines Muskelfaserrisses 21 Ligaspiele und stand dabei 16-mal in der Startelf. Durch einen 0:4-Auswärtssieg am letzten Spieltag gegen Borussia Dortmund beendete Hoffenheim die Spielzeit 2019/20 auf dem 6. Tabellenplatz und qualifizierten sich damit für die Europa League. Im Sommer 2020 übernahm Sebastian Hoeneß das Traineramt in Hoffenheim und Samassékou war unter seiner Leitung in der Startelf gesetzt. Dadurch stand er in der Saison 2020/21 bei 31 von möglichen 34 Ligaspielen auf dem Spielfeld. In der Europa League scheiterten Hoffenheim und Samassékou in der Zwischenrunde an Molde FK und auch in der Bundesliga verpasste man in der Rückrunde die erneute Qualifikation für einen internationalen Wettbewerb. In der folgenden Spielzeit 2021/22 absolvierte der Malier, auch wegen des Afrika-Cups, nur 24 Ligaspiele für die TSG. Ende November 2021 erzielte er dabei gegen RB Leipzig in seinem 61. Bundesligaspiel das erste Tor für die Hoffenheimer. Wie bereits in der vorherigen Saison verpasste die TSG die Qualifikation für den Europapokal und Cheftrainer Hoeneß wurde im Sommer durch André Breitenreiter ersetzt. Unter dem neuen Trainer absolvierte Samassékou in den ersten 6 Ligaspielen nur 34 Spielminuten.
Leihe zu Olympiakos Piräus
Daraufhin verließ er Hoffenheim Mitte September 2022 und wechselte leihweise für die restliche Spielzeit 2022/23 nach Griechenland zu Olympiakos Piräus. Der Transfer erhielt eine Kaufoption und Samassékou verlängerte dabei auch seinen Vertrag bei der TSG 1899 Hoffenheim vorzeitig bis Sommer 2025. Er absolvierte zwar insgesamt 20 Ligaspiele für Olympiakos, stand dabei aber nur achtmal in der Startelf. Olympiakos beendet die Spielzeit als amtierender Meister nur auf dem 3. Tabellenplatz und im nationalen Pokal scheiterte man im Halbfinale an AEK Athen.
Im Sommer 2023 kehrte Samassékou nach Hoffenheim zurück, aber auch unter dem neuen Trainer Pellegrino Matarazzo spielte er in der Hinrunde der Saison 2023/24 überhaupt keine wichtige Rolle und stand nur im Ligaspiel gegen den VfL Wolfsburg für eine Spielminute auf dem Spielfeld.
Leihe zum FC Cádiz
Dadurch verließ Samassékou Deutschland im Januar 2024 erneut per Leihe und wechselte für die restliche Spielzeit zum FC Cádiz nach Spanien. Für die Spanier absolvierte er während der Leihe nur vier Ligaspiele und der Verein stieg am Ende der Saison 2023/24 auf dem 18. Tabellenplatz in die Segunda División ab.
Nach seiner Rückkehr nach Hoffenheim kam Samassékou unter Trainer Matarazzo zunächst weiterhin kaum zum Einsatz. Erst unter dem neuen Cheftrainer Christian Ilzer stand er im Dezember 2024 und Januar 2025 in sieben aufeinanderfolgenden Pflichtspielen in der Startelf. Eine Oberschenkelverletzung zwang ihn anschließend zu einer zweimonatigen Pause. Beim Comeback im März 2025 trat diese Verletzung erneut auf, woraufhin die Saison für den Malier vorzeitig beendet war. Hoffenheim konnte den Klassenerhalt in dieser Spielzeit erst am letzten Spieltag sichern und im Anschluss kündigte Samassékou seinen Abschied zum Vertragsende im Sommer 2025 an. Insgesamt absolvierte er in sechs Jahren 97 Pflichtspiele für die TSG und erzielte dabei zwei Tore.

### Nationalmannschaft
Im Alter von 18 Jahren debütierte Samassékou im Juni 2014 für die Nationalmannschaft von Mali, als er beim Freundschaftsspiel gegen China für Moussa Doumbia eingewechselt wurde.
Im folgenden Jahr 2015 nahm er mit der U20-Auswahl an der U20-Afrikameisterschaft und U20-Weltmeisterschaft teil. Bei der Weltmeisterschaft gewannen Samassékou und die Auswahlmannschaft nach einer Niederlage im Halbfinale gegen den späteren Weltmeister Serbien das Spiel um Platz 3 gegen Senegal. Samassékou stand bei diesem Turnier in allen 7 Spielen in der Startelf von Mali und erzielte dabei 2 Tore.
Mit der malischen U23-Auswahl nahm er 2015 am U23-Afrika-Cup und 2016 am Turnier von Toulon teil. In beiden Turnieren schied Mali bereits in der Gruppenphase aus dem Turnier aus.
Vier Jahre nach seinem Debüt spielte er ab 2018 regelmäßig für die A-Nationalmannschaft und so war er auch 2019 im Aufgebot für den Afrika-Cup. Mali erreichte dabei das Achtelfinale und verlor dort knapp mit 0:1 gegen die Elfenbeinküste. Bei diesem Turnier erzielte Samassékou in der Gruppenphase gegen Tunesien sein erstes Tor für die A-Nationalmannschaft. 2022 scheiterten Mali und Samassékou erneut im Achtelfinale vom Afrika-Cup, dieses Mal im Elfmeterschießen gegen Äquatorialguinea. Bei seiner dritten Teilnahme am Afrika-Cup im Jahr 2024 erreichte Mali das Viertelfinale, welches allerdings in der Verlängerung gegen die Elfenbeinküste verloren wurde.

## Erfolge
FC Red Bull Salzburg

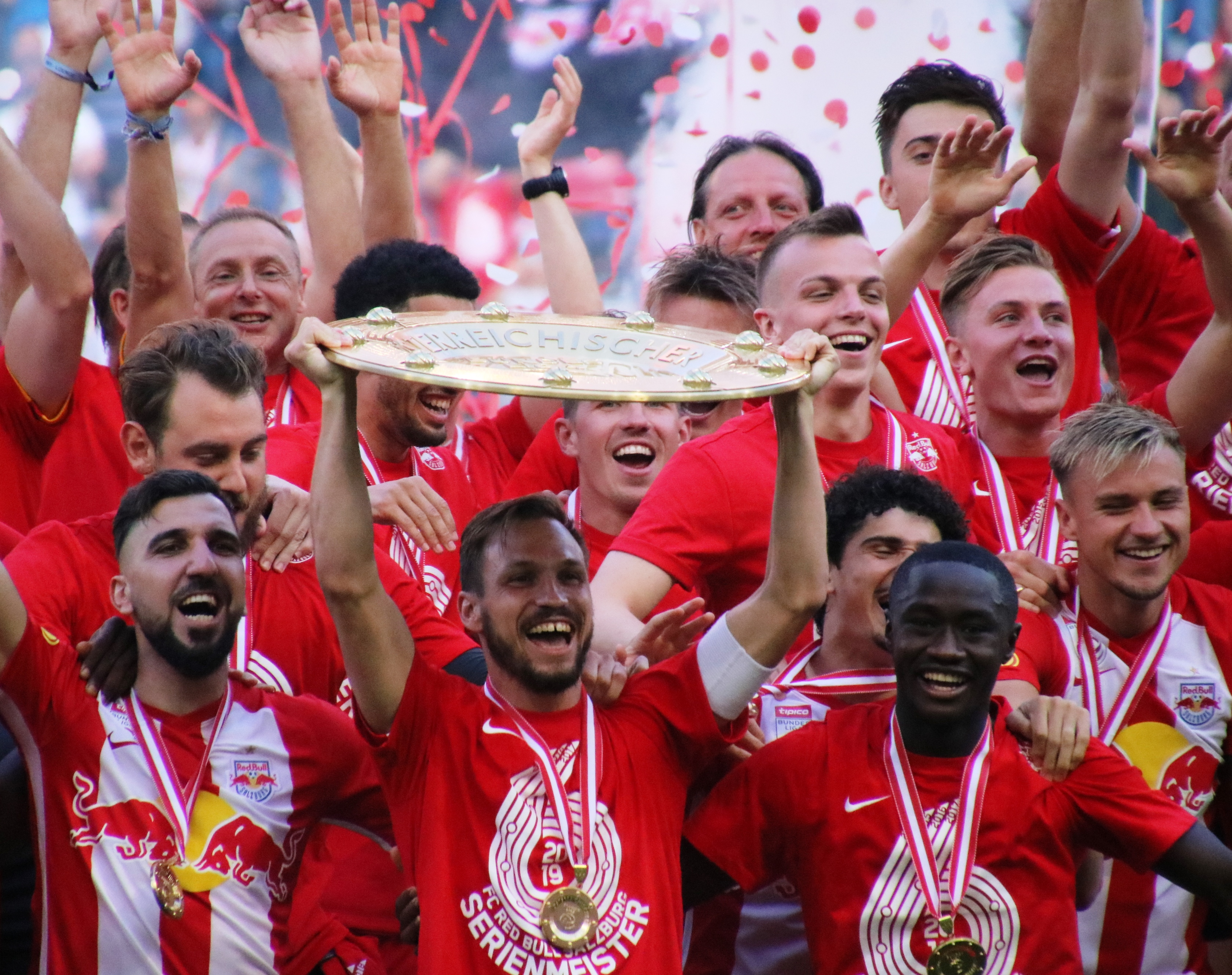
Samassékou rechts neben Kapitän Andreas Ulmer bei der Meisterfeier 2019.

- Österreichischer Meister (3): 2016/17, 2017/18, 2018/19
- Österreichischer Pokalsieger (2): 2016/17, 2018/19

Nationalmannschaft
- 3. Platz bei der U20-Weltmeisterschaft: 2015

Auszeichnungen
- Malis Sportler des Jahres: 2017[23]
- Team der Saison der Bundesliga (2): 2017/18[24], 2018/19[25]
- Team der Saison der UEFA Europa League: 2017/18[26]